# سنت جان، کورن‌وال
سنت جان (به انگلیسی: St John) یک روستا و محله مدنی در بریتانیا است که در کورنوال واقع شده‌است. سنت جان ۳۹۱ نفر جمعیت دارد.